# 1754
1754 (MDCCLIV) a fost un an obișnuit al calendarului gregorian, care a început într-o zi de luni.

## Evenimente
- Congresul de la Albany, New York, unde s-a susținut unificarea coloniilor britanice din America de Nord, convocat de guvernul colonial britanic.

## Arte, știință, literatură și filozofie
- Este finalizată construcția Domului romano-catolic din Timișoara (început în 1736).

## Nașteri
- 28 februarie: Gheorghe Șincai, istoric, filolog, traducător și poet român (d. 1816)
- 23 august: Ludovic al XVI-lea al Franței, rege al Franței și Navarrei (d. 1793)
- 1 octombrie: Pavel I, țar al Rusiei (d. 1801)
- 6 noiembrie: Regele Frederic I de Württemberg (d. 1816)
- 23 noiembrie: Abraham Baldwin, politician american, unul dintre părinții fondatori ai Statelor Unite ale Americii (d. 1807)

## Decese
- 8 octombrie: Henry Fielding  (n. 1707)
- 13 decembrie: Mahmud I  (n. 1696)
- 9 aprilie: Christian Wolff (filozof) filosof german (n. 1679)
- 28 ianuarie: Ludvig Holberg  (n. 1684)
- 27 noiembrie: Abraham de Moivre matematician francez (n. 1667)
- 6 martie: Henry Pelham  (n. 1694)
- 14 august: Maria Anna de Austria  (n. 1683)
- 4 iulie: Philippe Nericault Destouches dramaturg francez (n. 1680)
- 30 aprilie: Maria Teresa d'Este  (n. 1726)
- 21 iunie: Johann Baptist Martinelli arhitect austriac (n. 1701)